# 山岳鉄道

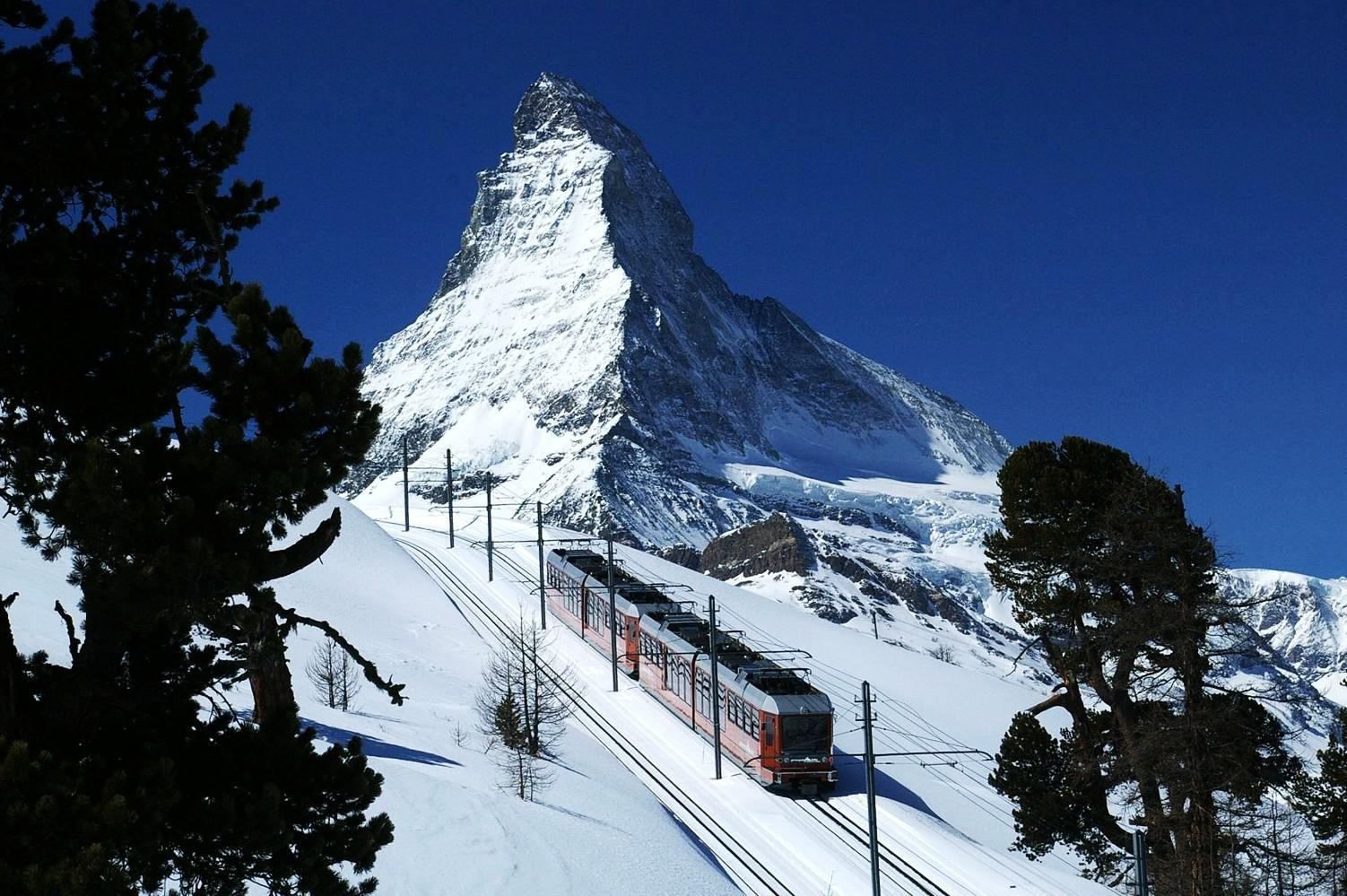
マッターホルンを背に走るゴルナーグラート鉄道

山岳鉄道（さんがくてつどう）とは山岳地帯を走る鉄道である。山岳鉄道特有の急勾配急曲線等の路線を走るため、車両は特殊な構造が多い。急曲線を通過するためや、建設経費削減のため、山岳鉄道の軌間には狭軌が多い。
鉄道は車輪とレールの粘着力（摩擦力）によって推進するが、山岳鉄道は急斜面を走るため、重力が粘着力を上回ることにより、列車が線路を登り降りできない可能性がある。実際にはこの粘着力が山を登る時よりも、降るときのブレーキの能力にも影響し、急勾配で降るいくつかの山岳鉄道はレール、車輪は標準であるが、電磁吸着ブレーキなどの強力なブレーキを使用する。
また、通常の車輪とレールでは登ることが困難な急勾配ではラック式鉄道が用いられる場合もある。実用例は少ないが、ラック式の代わりにフェル式が利用されることもあった。それでも登るのが困難な場合、ケーブルカーが用いられることが多い。

## 世界の山岳鉄道一覧

### ヨーロッパ

#### イギリス
- ケアンゴーム登山鉄道
- スノードン登山鉄道

#### イタリア
- スパーガ・ラック鉄道

#### オーストリア
- ゼメリング鉄道
- マリアツェル鉄道
- ペストリングベルク鉄道 (Pöstlingbergbahn)[1]
- シャフベルク鉄道 (Schafbergbahn)
- シュネーベルク登山鉄道 (Schneebergbahn)

#### ギリシャ
- ディアコフト・カルヴリタ鉄道

#### スイス
- アッペンツェル鉄道
- ラウターブリューネン・ミュレン登山鉄道
- レイネック・ウォルツェンハウゼン登山鉄道
- ベルン・ロッシュベルグ・シンプロン鉄道
- ベルナーオーバーラント鉄道
- ブリエンツ・ロートホルン鉄道
- エーグル・レイジン鉄道
- エーグル・オロン・モンスィー・チャペリィ鉄道
- Chemin de fer Aigle-Sépey-Diablerets
- en:Chemin de fer Bex-Villars-Bretaye
- en:Chemins de fer Electriques Veveysans
- en:Chemin de Fer de Martigny au Châtelard
- en:Chemin de fer Martigny-Orsières
- en:Chemin de fer Montreux-Glion-Rochers-de-Naye
- Chemin de fer Nyon-St-Cergue-Morez
- エメンタール・ブルグドルフ・スン鉄道
- ゴルナーグラート鉄道
- ゴッタルド鉄道
- ユングフラウ鉄道
- マッターホルン・ゴッタルド鉄道
- モンテジェネロッソ鉄道
- モントルー・オーバーランド鉄道
- ピラトゥス鉄道
- レーティッシュ鉄道
- フィッツナウ・リギ鉄道
- ロッシュアシュ・ハイデン鉄道
- シーニゲ・プラッテ鉄道
- トロゲネル鉄道
- ウェトリベルグ鉄道
- ワーデンズウィル・エインズィエデルン鉄道
- ウェンゲルナルプ鉄道
- ツェントラル鉄道

#### スペイン
- モンセラット登山鉄道
- バルデヌリア登山鉄道

#### ドイツ
- ベルシュテスガデーナー鉄道
- ドラッシェンフェルス鉄道
- ハーザー・シュマルシュプール鉄道
- マルグタル鉄道
- ウェンデルステイン鉄道
- ツークスパイツェ鉄道

#### ノルウェー
- フロム線

#### フランス
- コル・デ・モンテ線
- モンブラントラムウェイ
- モンタンヴェール鉄道

#### マン島
- スネーフェル登山鉄道

### アジア・オセアニア

#### インド
- ニルギリ山岳鉄道
- カールカー＝シムラー鉄道
- マテラン登山鉄道
- ダージリン・ヒマラヤ鉄道

#### 中国
- 青蔵鉄道
- 都江堰——四姑娘山登山鉄道（中国語版）

#### 台湾
- 阿里山森林鉄路

#### 日本
- 小田急箱根鉄道線（旧:箱根登山鉄道）
- 大井川鐵道井川線 アプトいちしろ - 長島ダム
  - 1990年に長島ダム建設に伴う線路付け替えに伴い開業。
- 信越本線 横川 - 軽井沢（通称:横軽）
  - 1893年に開業、1963年まではアプト式のラックレールを採用。以降は粘着式を採用したが1997年に廃止された。

#### オーストラリア
- グレンリア山岳鉄道
- スキーチューブ アルパイン鉄道
- ウエストコーストワイルダネス鉄道

#### ニュージーランド
- リムタカ鉄道（1878年開業→1955年廃止）

### 南北アメリカ大陸

#### アメリカ合衆国
- マニトウ・パイクスピーク登山鉄道（英語版）
- マウント・ロウ鉄道（英語版）（1893年開業→1938年廃止。アメリカ合衆国国家歴史登録財指定）
- ワシントン山登山鉄道（英語版）（コグ鉄道）

#### カナダ

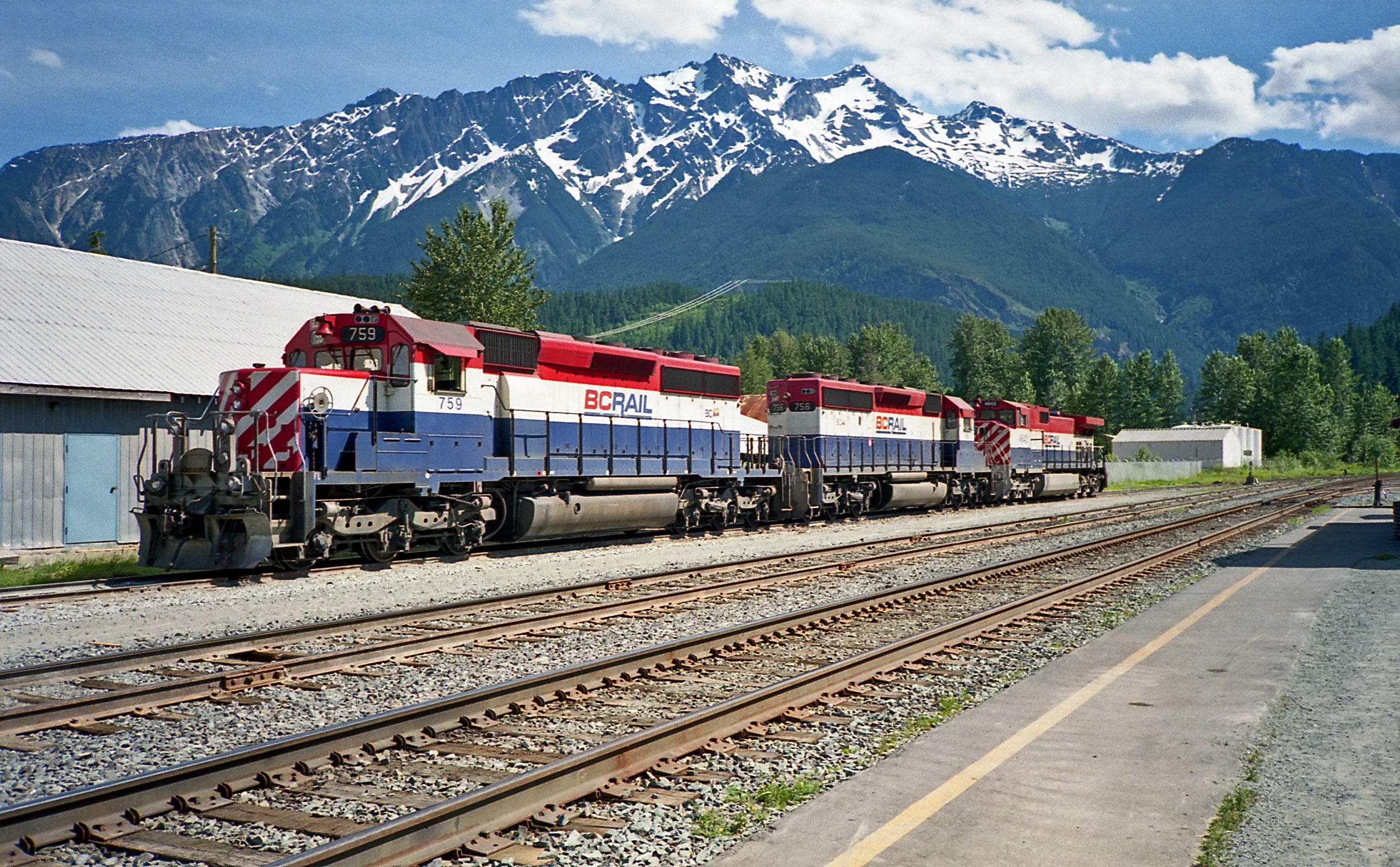
ブリティッシュコロンビア鉄道のディーゼル機関車

- ブリティッシュコロンビア鉄道

#### コロンビア
- コロンビア国鉄
  - アンデス山脈の北端を縫うように線路がひかれているが、同国の内戦の影響により列車の運行はわずかとなっている。

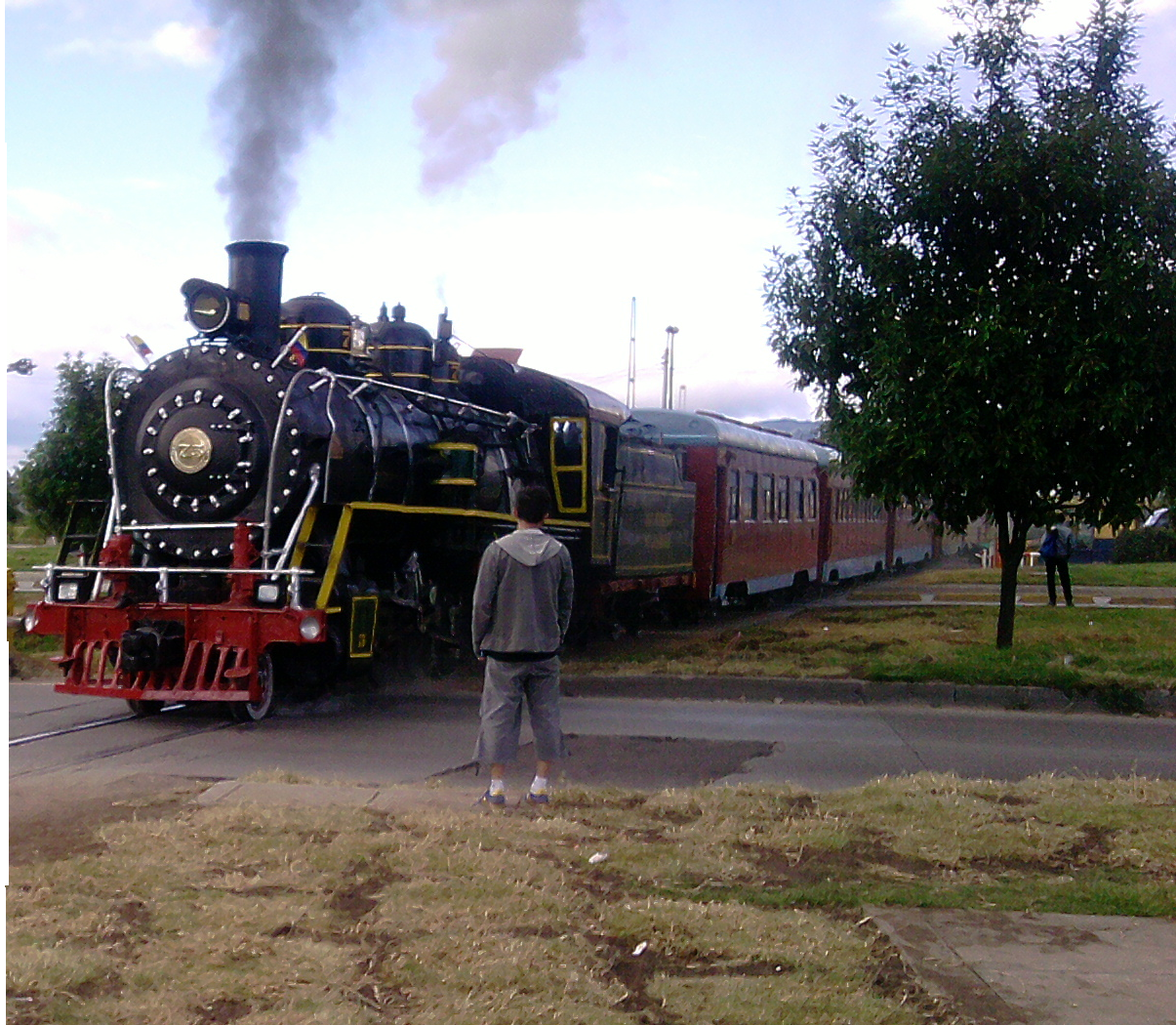
高地に位置する首都ボゴタと周辺の町を結ぶ観光列車"Tren de la Sabama"

#### アルゼンチン・チリ
- アリカ・ラパス鉄道（チリ側）

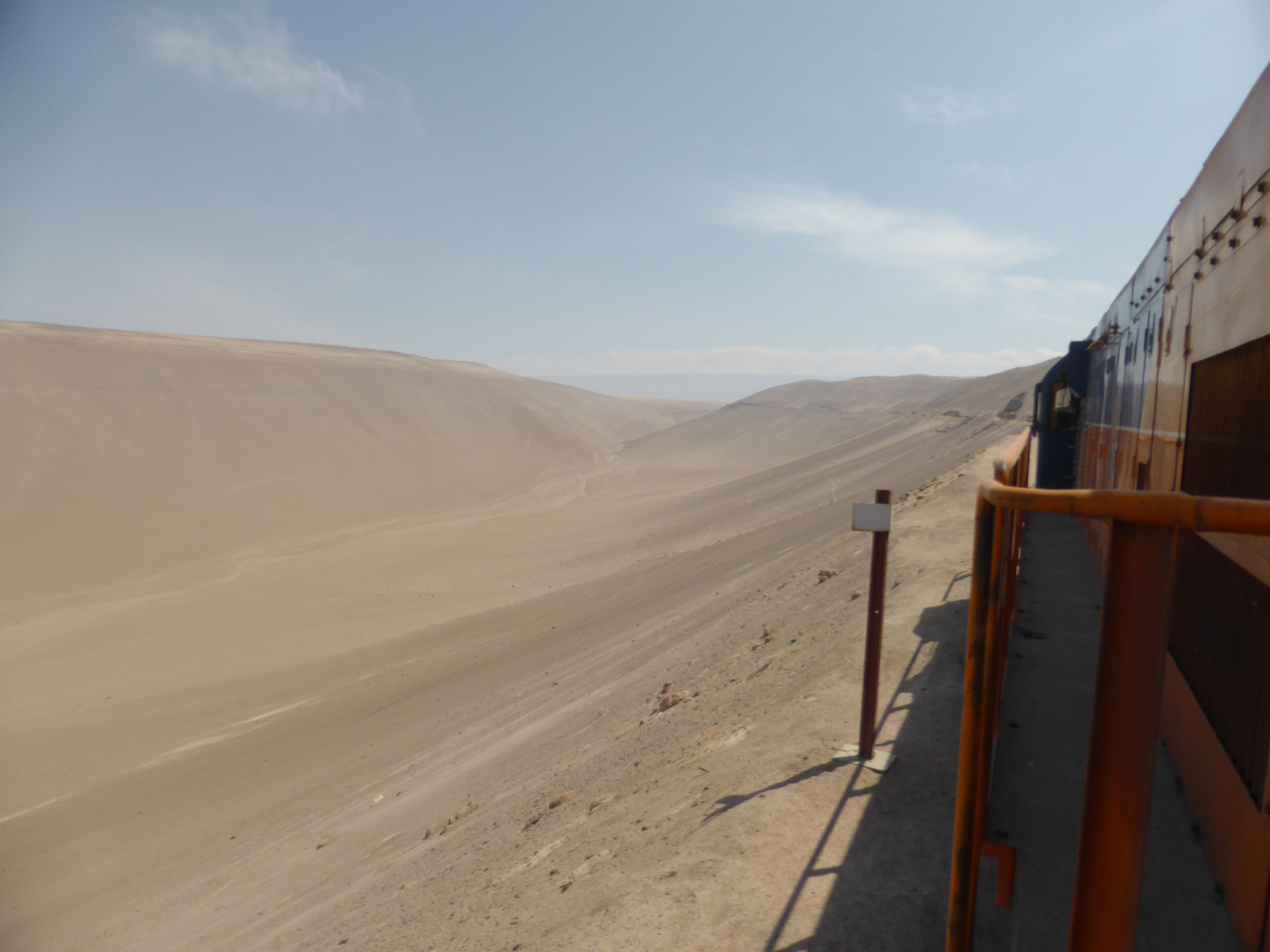
アタカマ砂漠の真ん中を行くアリカ・ラパス鉄道の機関車より

- アントファガスタ・ボリビア鉄道 （チリ側）

- アントファガスタ・サルタ鉄道

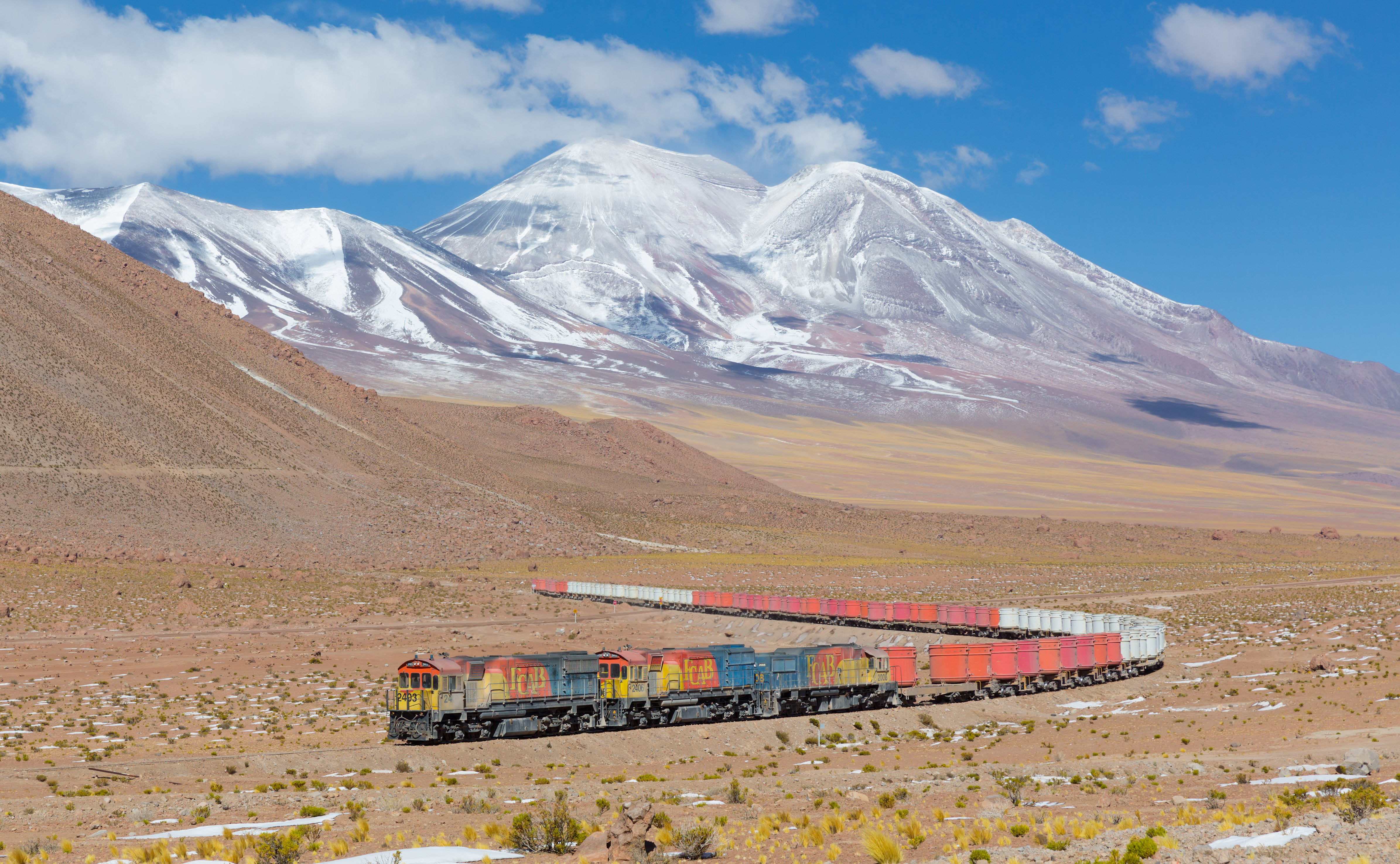
アントファガスタ・ボリビア鉄道（チリ側）

  - アルゼンチンのサルタとチリのアントファガスタを結ぶ鉄道。下記のアンデス横断鉄道の峠越え休止以来、アルゼンチンとチリを結ぶ唯一の鉄道となっている。

- アンデス横断鉄道

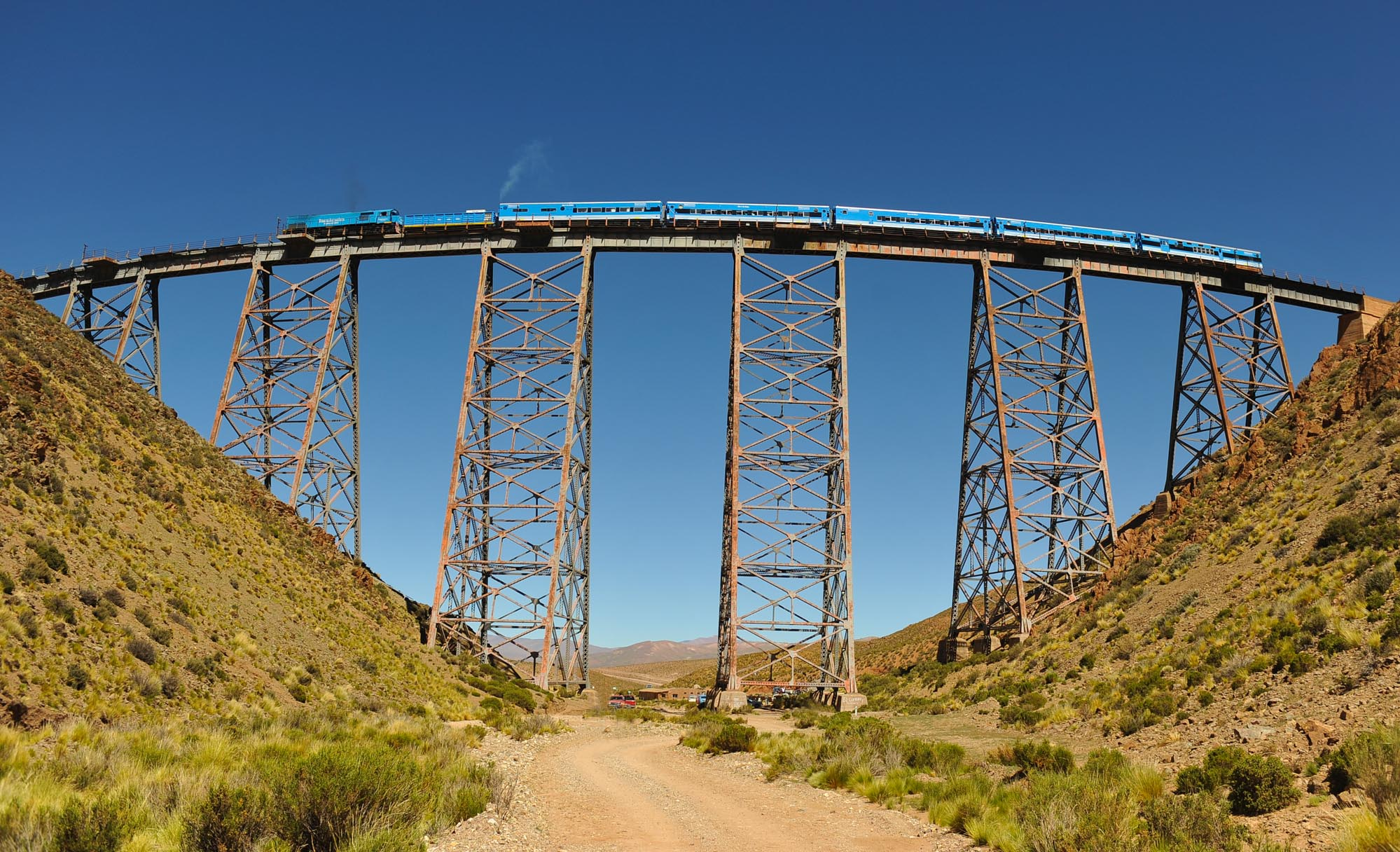
アントファガスタ・サルタ鉄道のアルゼンチン側を運行している観光旅客列車"Tren a las nubes"（雲への列車）

  - アルゼンチンのメンドーサとチリのロスアンデスを結ぶ鉄道。大規模な落石の被害により1984年から国境である峠越えの運行を休止し、両国とも峠の手前までの運行となっている。

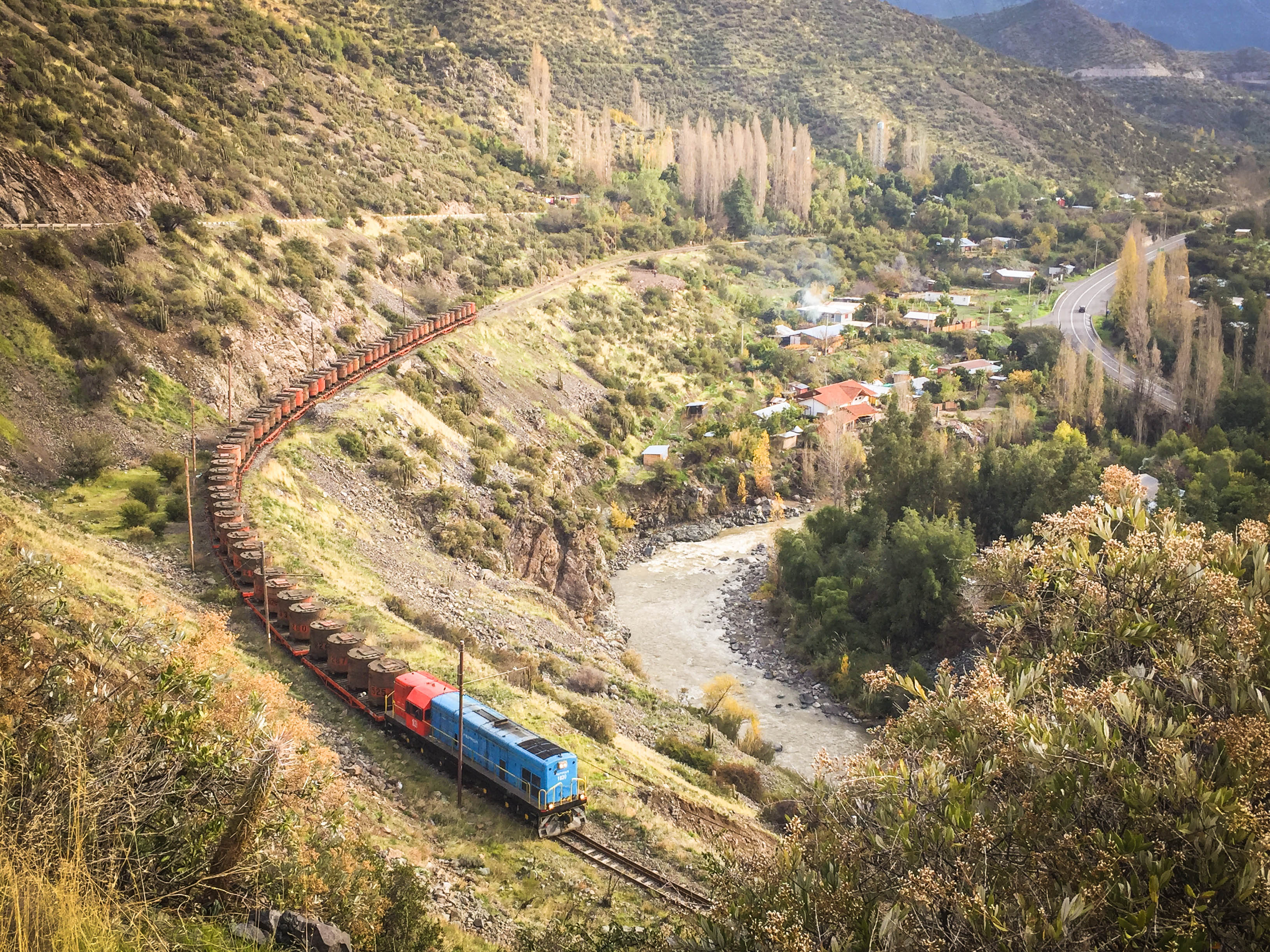
アンデス横断鉄道（チリ側）

#### ブラジル
- コルコバード・ラック式鉄道
  - リオデジャネイロの名勝コルコバードの丘を登る電車。
- サントス・ジュンジャイ鉄道
  - サントスとサンパウロを結ぶ貨物輸送の大動脈。途中の急勾配区間ではラック式を使用しているほか、平坦なサンパウロ周辺の区間においては近郊鉄道（CPTM10号線）が運行されている。
- セーハ・ヴェルジ・エクスプレス[2]
  - クリチバを発着する観光列車で、3つの路線で運行されている。

#### ボリビア
- アリカ・ラパス鉄道（ボリビア側）
  - 一部区間で運行休止中。

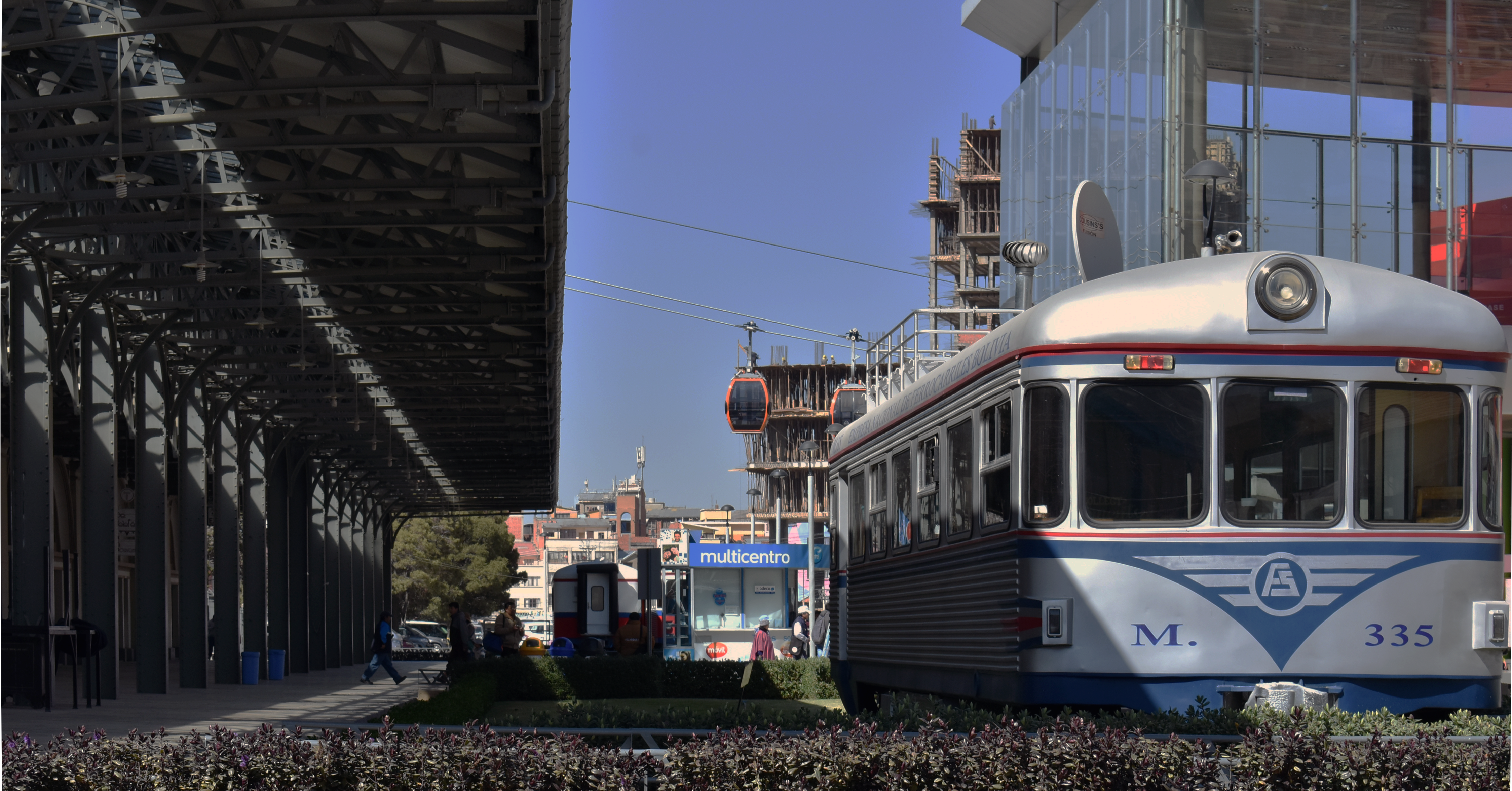
ボリビア側の終起点であったラパスの中央駅
現在は列車の発着は休止され博物館となっている

- アントファガスタ・ボリビア鉄道（ボリビア側）

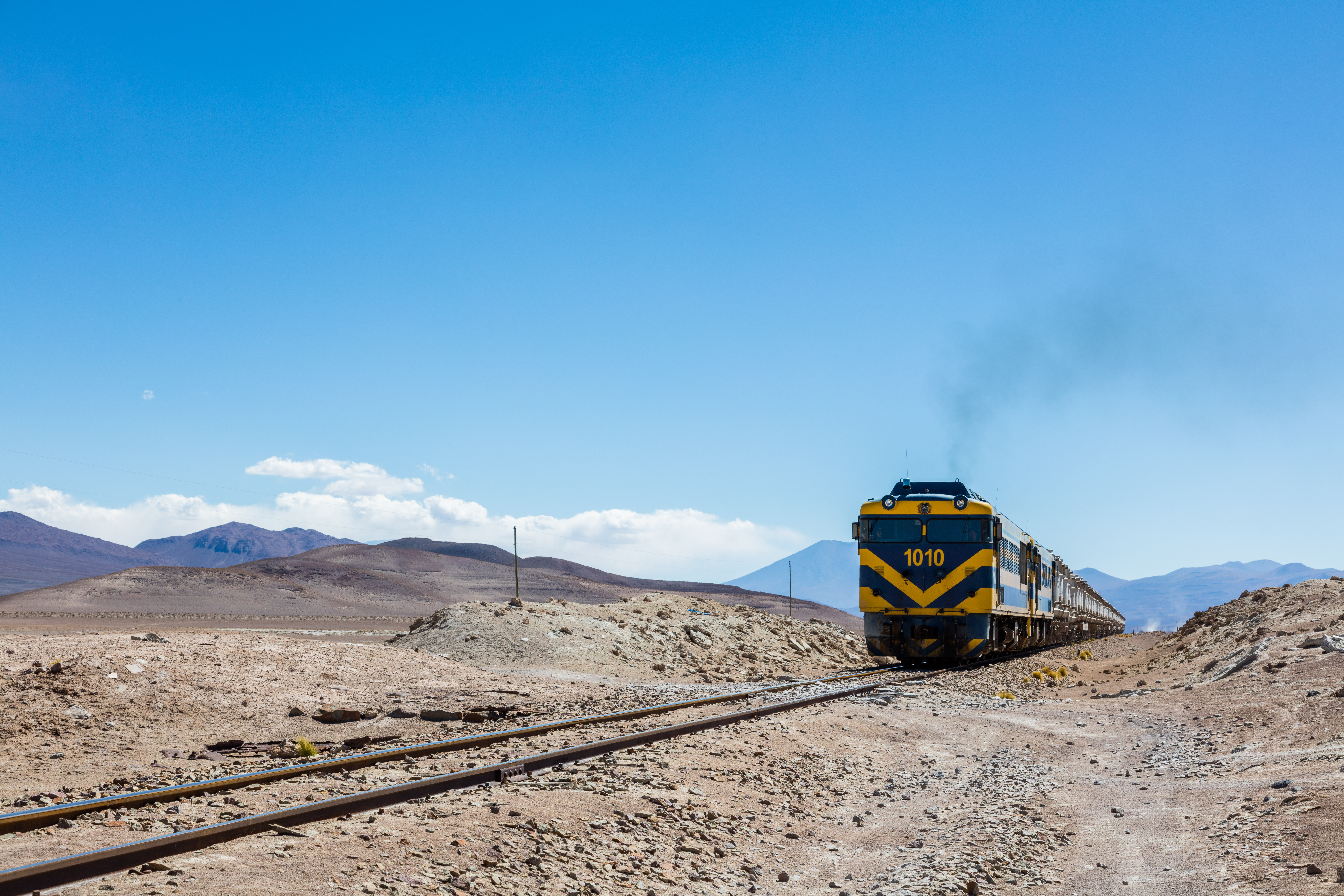
ボリビア国鉄の日本製ディーゼル機関車に牽引されたアントファガスタ・ボリビア鉄道の貨物列車

#### ペルー
- ペルー中央鉄道
  - 線路幅は1,435 mmを採用。2007年に中国の青蔵鉄道が開通するまでは世界の鉄道の中で最も標高の高い地点であった地点を通る。アンデス山脈の麓の終起点であるワンカーヨ駅でワンカーヨ・ワンカヴェリカ鉄道に接続。
- ペルーレイル (1,435 mm/914 mm)
  - ペルー南部の都市や観光地を結ぶ。